# Верляс
Верляс (пол. Werlas) — село в Польщі, у гміні Солина Ліського повіту Підкарпатського воєводства.
Населення — 99 осіб (2011).
У 1975-1998 роках село належало до Кросненського воєводства.

## Демографія
Демографічна структура станом на 31 березня 2011 року:
|          | Загалом | Допрацездатний вік | Працездатний вік | Постпрацездатний вік |
| -------- | ------- | ------------------ | ---------------- | -------------------- |
| Чоловіки | 49      | 11                 | 34               | 4                    |
| Жінки    | 50      | 10                 | 25               | 15                   |
| Разом    | 99      | 21                 | 59               | 19                   |